# Karma (Lloyd Banks)
"Karma" is de derde single van The Hunger for More, het debuutalbum van Lloyd Banks. Het refrein wordt gezongen door Avant en de track is geproduceerd door 'Ginx'. Het nummer bereikte de 17e positie in de Billboard Hot 100 en werd daarmee Banks' op een na grootste hit, na "On Fire".

## Charts
| Chart                | Hoogste positie |
| -------------------- | --------------- |
| VS Billboard Hot 100 | 17              |